# Пирсон, Эйприл
Э́йприл Джа́нет Пи́рсон (англ. April Janet Pearson; 23 января 1989, Бристоль, Англия, Великобритания) — английская актриса. Наиболее известна ролью Мишель Ричардсон из телесериала «Молокососы» (2007—2013), за которую получила номинацию «Выдающаяся актриса — драматический сериал» Телевизионного фестиваля в Монте-Карло (2008).

## Фильмография
| Год       |   | Русское название    | Оригинальное название | Роль                            |
| --------- | - | ------------------- | --------------------- | ------------------------------- |
| 1998—2011 | с | Несчастный случай   | Casualty              | девочка/Грэйс Фитч/Карен Шевлин |
| 2007—2008 | с | Молокососы          | Skins                 | Мишель Ричардсон                |
| 2009      | ф | Истерзанный         | Tormented             | Таша                            |
| 2011      | ф | Ты выйдешь за меня? | Will You Marry Me?    | Аня                             |
| 2022      | ф | Дети тьмы           | The Kindred           | Хэлен Таллет                    |